# Nayola
Nayola és una pel·lícula dramàtica d'animació per a adults del 2022 dirigida per José Miguel Ribeiro en el seu debut com a director. Està basat en l'obra A Caixa Preta de José Eduardo Agualusa i Mia Couto que van coescriure el guió amb Virgilio Almeida. Narra la història de 3 dones de 3 generacions que van viure el tràgic període de la Guerra civil d'Angola. És una coproducció entre Portugal, França, Bèlgica i els Països Baixos.

## Argument
Tres generacions de dones angoleses en una guerra civil de 25 anys (1975-2002). Nayola va a l'interior d'Angola durant la Guerra Civil, a la recerca del seu marit que va ser denunciat desaparegut en acció. D'alguna manera, tres persones es connecten sense voler en aquesta recerca.

## Repartiment de veu
Els actors que participen en aquesta pel·lícula són:
- Elisângela Rita com a Nayola
- Feliciana Délcia Guia com a Yara
- Vitória Adelino Dias Soares com a Avó Lelena
- Marinela Furtado com a Masked Man
- Raul do Rosario com a tirador
- Catarina André com a Dona Soldat
- Ângelo Torres com The Boy
- Ciomara Morais com a Rapariga
- Diogo David
- Correia Adão
- Adorat Mara

## Llançament

### Festival
Nayola es va estrenar el 13 de juny de 2022, al 46è Festival Internacional de Cinema d'Animació d'Annecy, esprés es va projectar el 2 d'octubre de 2022 al Festival de Cinema d'Hamburg, el 21 de novembre de 2022, al Festival Internacional d'Animació de Bucheon, el 27 de novembre de 2022, al 33è Festival Internacional de Cinema de Singapur el 17 de febrer de 2023, al 42è Festival Internacional de Cinema d'Animació de Brussel·les, Anima i el 2 d'abril de 2023, al 47è Festival Internacional de Cinema de Cleveland.

### Cinemes
Es va estrenar comercialment el 8 de març de 2023 als cinemes francesos per després expandir-se al mercat angolès el 31 de març de 2023 i al mercat portuguès el 13 d'abril de 2023.

## Recepció

### Recepció crítica
Wendy Ide de Screen International va escriure: "Nayola és una narració atrevida i emocionant que combina el seu missatge contundent sobre el llegat de viure la guerra amb una qualitat gairebé mítica." Rob Alan de Backseat Mafia va escriure: "Nayola és una animació en moviment que fa un seguiment de tres generacions de dones i l'impacte que té la guerra sobre les seves vides […] està feta de manera impecable, amb una animació inventiva i bella."

### Reconeixements
| Any  | Premi / Festival                                                  | Categoria                                                    | Receptor | Resultat  | Ref.          |
| ---- | ----------------------------------------------------------------- | ------------------------------------------------------------ | -------- | --------- | ------------- |
| 2022 | Festival Internacional de Cinema d'Animació d'Annecy              | Cristal per a un llargmetratge                               | Nayola   | Nominat   | [ 21 ] [ 22 ] |
| 2022 | Festival Internacional de Cinema a Guadalajara                    | Millor pel·lícula d'animació internacional                   | Nayola   | Guanyador | [ 23 ]        |
| 2022 | Mostra Internacional de Cinema de São Paulo                       | Concurs de nous directors - Millor pel·lícula                | Nayola   | Nominat   | [ 24 ]        |
| 2022 | Mostra Internacional de Cinema de São Paulo                       | Millor pel·lícula internacional de ficció - Premi del públic | Nayola   | Guanyador | [ 24 ]        |
| 2022 | Festival Internacional de Cinema de la Ruta de la Seda            | Millor pel·lícula d'animació                                 | Nayola   | Nominat   | [ 25 ]        |
| 2022 | Festival Internacional de Cinema d'Animació de Bucheon            | Premi de Música COCOMICS                                     | Nayola   | Guanyador | [ 26 ]        |
| 2022 | Festival Internacional de Cinema d'Animació de Bucheon            | DHL Diversity Prize                                          | Nayola   | Guanyador | [ 26 ]        |
| 2023 | Festival Internacional de Cinema d'Animació de Brussel·les, Anima | Millor llargmetratge                                         | Nayola   | Guanyador | [ 27 ]        |
| 2023 | Premis Quirino                                                    | Millor llargmetratge d'animació iberoamericà                 | Nayola   | Guanyador | [ 28 ] [ 29 ] |
| 2023 | Premis Quirino                                                    | Millor Desenvolupament Visual                                | Nayola   | Nominat   | [ 28 ] [ 29 ] |
| 2023 | Stuttgart Intl. Festival de Cinema d'Animació                     | Millor llargmetratge d'animació                              | Nayola   | Guanyador | [ 30 ]        |
| 2024 | XI edició dels Premis Platino                                     | Millor pel·lícula d'animació                                 | Nayola   | Nominat   | [ 31 ]        |